# Kryształ czasoprzestrzenny
Kryształ czasowy (kryształ czasoprzestrzenny, kryształ czterowymiarowy, kryształ czasu) – struktura powtarzalna w czasie i przestrzeni. Rozszerza pojęcie kryształu na czwarty wymiar (tutaj czas jest uznawany za 4 wymiar). Ideę zaproponował noblista Frank Wilczek w roku 2012. Rozmyślał nad pierścieniem utworzonym z cząsteczek, który rotuje, tworząc w ten sposób czasowy kryształ (periodycznie w czasie, co obrót, kryształ jest w tym samym stanie w przestrzeni). Jako że kryształ musi kręcić się bez końca, to system nie może wypromieniowywać swojej rotacyjnej energii, w innym wypadku kryształ straciłby szybko energię i przestał się kręcić (więc wtedy by nie był kryształem czterowymiarowym).
W roku 2014 Krzysztof Sacha z Uniwersytetu Jagiellońskiego pokazał, że układ oddziałujących atomów periodycznie zaburzany może zachowywać się jak dyskretny kryształ czasowy. Rok później niezależne pomysły zaproponowały inne grupy. W 2016 roku dwa zespoły naukowców opublikowały niezależnie doniesienia o zaobserwowaniu kwantowych kryształów czasu.
Teoria i odkrycia kryształów czasowych dają szansę na postęp w zakresie teorii fizycznych (m.in. kosmologicznych oraz czarnych dziur), a także mogą pozwolić na budowę zegarów o większej niż dotąd dokładności.